# Dactylomys
Dactylomys is een geslacht van zoogdieren uit de familie van de stekelratten (Echimyidae). De wetenschappelijke naam van het geslacht werd in 1838 gepubliceerd door Isidore Geoffroy Saint-Hilaire.

## Soorten
Er worden 3 soorten in dit geslacht geplaatst:
- Dactylomys boliviensis Anthony, 1920
- Dactylomys dactylinus (Desmarest, 1817) - Echte vingerrat
- Dactylomys peruanus J. A. Allen, 1900